# Alcubillas
Alcubillas és un municipi de la província de Ciudad Real a la comunitat autònoma de Castella-La Manxa. Limita a l'oest amb Valdepeñas, a l'est amb Villanueva de los Infantes, al nord amb Alhambra, al nord-oest amb San Carlos del Valle i al sud amb Torre de Juan Abad i Cózar.

## Història
La població va ser fundada durant el domini musulmà de la península. Va passar a mans de l'orde de Sant Jaume després de la seva conquesta per part d'Alfons VIII, i que es va repoblar a costa de l'orde militar.
El seu escàs veïnat va fer que l'orde la considerés un lloc del terme de Montiel. Va independitzar-se el 1539, constituint-se en vila en virtut d'una provisió de Carles I, a través d'un abonament del tresor reial de 510.000 morabatins. En aquell moment hi havia 130 veïns, incloent algunes famílies morisques que s'hi havien establert.
Al segle xix, hi va passar el capità Miguel Rosales durant la Guerra del Francès amb el regiment de dragons de Granada, obrint-se pas entre les forces franceses, molt superiors, que intentaven emboscar-lo. El 1887 la població tenia 921 habitants.

## Demografia
La població va arribar al seu màxim de població a la dècada de 1950. Des de llavors, el nombre ha declinat. A més, la població està envellida.
| 1900  | 1910  | 1920  | 1930  | 1950  | 1960  | 1970  | 1981 | 1991 | 2001 |
| ----- | ----- | ----- | ----- | ----- | ----- | ----- | ---- | ---- | ---- |
| 1.098 | 1.533 | 1.858 | 2.114 | 2.134 | 1.910 | 1.329 | 965  | 730  | 673  |